# 1921년 전국체육대회 야구

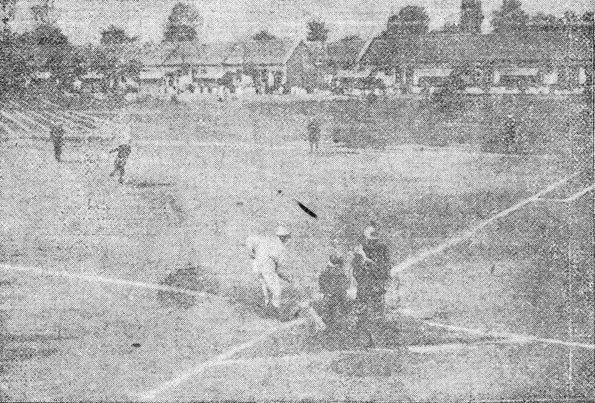
대회 2일차 경기 모습

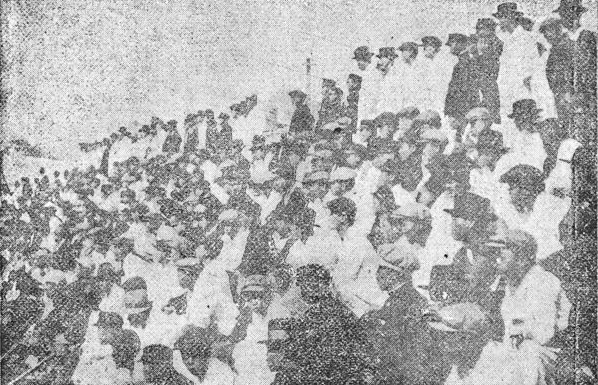
대회 2일차 경기를 관람하는 관중

1921년 전국체육대회 야구는 일제강점기 조선 경성부에서 개최된 1921년 전국체육대회의 경기 종목이다. '제2회 전조선야구대회'로 개최되었으며 1921년 10월 31일부터 11월 3일까지 경성중학 운동장과 용산철도국 운동장에서 개최되었다.

## 대회 준비
조선체육회는 후원사인 동아일보의 1921년 10월 20일자 지면을 통해 10월 31일부터 사흘간 제2회 전조선야구대회를 개최한다고 발표했다. 1921년 6월 23일부터 6월 25일까지 개최된 제1회 전조선소년야구대회 결승전에서 배재고등보통학교 측의 항의 과정에서 발생한 난동 사건으로 인해 징계를 받게 되면서, 배재고등보통학교 운동장에서 개최할 수가 없던 조선체육회는 경기장을 선정하는 과정에서 어려움을 겪었다. 10월 31일에는 경성중학 운동장에서 경기를 진행하고 11월 1일과 11월 2일에는 용산철도국 운동장에서 경기를 진행하였다.

## 대회 진행
중학부 종목에는 개성학당 야구단, 경신학교 야구단, 보성고등보통학교 야구단, 송도고등보통학교 야구단, 오산학교 야구단, 중앙고등보통학교 야구단, 휘문고등보통학교 등 7개 선수단이 참가했고 청년부 종목에는 대구청년회 야구단, 맹신운동부 야구단, 반도청년회 야구단, 서울청년회 야구단, 숭실대학 야구단, 전경신 야구단, 천도교청년회 야구단, 필운운동부 야구단, 한용청년회 야구단 등 9개 팀이 참가하였으며, 제1회 전조선야구대회와 달리 경성부 외 지역 선수단이 참가했다. 그 중 반도구락부는 제1회 전조선소년야구대회 결승전에서 발생한 난동으로 인한 배재고등보통학교의 징계로 중학부와 청년부 종목에 출전하지 못하자 배재고등보통학교 관련 야구인들이 모여 참가한 선수단이다.
청년부 결승 전경신과 반도구락부의 경기에서 3회초 반도구락부 공격 상황에서 전경신의 투수가 보크를 범했다는 판정에 대해 전경신 측의 항의로 인해 몰수게임이 선언되면서 반도구락부가 우승하게 되었다. 중학부 결승에서는 청년부 결승에서 전경신이 몰수패 처리에 불만을 품고 기권하면서 휘문고등보통학교가 우승하게 되었다.
당시 반도구락부가 수령한 청년단 야구대회 우승기는 현재까지 보존되어 등록문화재 498호로 지정되어 있으며, 이는 전국체육대회와 관련된 모든 유물 중 가장 오래된 것이다.

## 경기장
| 경기장            | 도시 | 좌석 | 수용 | 부문   | 세부 종목 | 비고 |
| ----------------- | ---- | ---- | ---- | ------ | --------- | ---- |
| 경성중학 운동장   | 경성 |      |      | 전부문 | 전종목    |      |
| 용산철도국 운동장 | 경성 |      |      | 전부문 | 전종목    |      |

## 야구단
| 부문        | 야구단                         | 도시 | 첫 참가 | 횟수 | 비고 |
| ----------- | ------------------------------ | ---- | ------- | ---- | ---- |
| 청년부 남자 | 대구청년회 야구단 (경북)       | 대구 | 1921    | 1    |      |
| 청년부 남자 | 맹신운동부 야구단 (경기)       | 경성 | 1921    | 1    |      |
| 청년부 남자 | 반도청년구락부 야구단 (경기)   | 경성 | 1921    | 1    |      |
| 청년부 남자 | 서울청년회 야구단 (경기)       | 경성 | 1921    | 1    |      |
| 청년부 남자 | 숭실대학 야구단 (평남)         | 평양 | 1921    | 1    |      |
| 청년부 남자 | 전경신 야구단 (경기)           | 경성 | 1921    | 1    |      |
| 청년부 남자 | 천도교청년회 야구단 (경기)     | 경성 | 1920    | 2    |      |
| 청년부 남자 | 필운운동부 야구단 (경기)       | 경성 | 1921    | 1    |      |
| 청년부 남자 | 한용청년회 야구단 (경기)       | 인천 | 1921    | 1    |      |
|             |                                |      |         |      |      |
| 중학부 남자 | 개성학당 야구단 (경기)         | 개성 | 1921    | 1    |      |
| 중학부 남자 | 경신학교 야구단 (경기)         | 경성 | 1920    | 2    |      |
| 중학부 남자 | 보성고등보통학교 야구단 (경기) | 경성 | 1920    | 2    |      |
| 중학부 남자 | 송도고등보통학교 야구단 (경기) | 개성 | 1921    | 1    |      |
| 중학부 남자 | 오산학교 야구단 (평북)         | 정주 | 1921    | 1    |      |
| 중학부 남자 | 중앙고등보통학교 야구단 (경기) | 경성 | 1920    | 2    |      |
| 중학부 남자 | 휘문고등보통학교 야구단 (경기) | 경성 | 1920    | 2    |      |

## 경기 일정
| 1921년    | 1921년    | 10월 | 11월 | 11월 | 11월 |
| 1921년    | 1921년    | 31일 | 1일  | 2일  | 3일  |
| --------- | --------- | ---- | ---- | ---- | ---- |
| 청년부    | 남자      |      |      |      |      |
| 중학부    | 남자      |      |      |      |      |
| 일일 합계 | 일일 합계 | 0    | 0    | 1    | 1    |
| 누적 합계 | 누적 합계 | 0    | 0    | 1    | 2    |

## 경기 결과

### 청년부
|  | 1라운드                      | 1라운드                      |                              |    | 2라운드 | 2라운드 |  |  | 준결승 | 준결승 |  |  | 결승 | 결승 |
|  |                              |                              |                              |    |         |         |  |  |        |        |  |  |      |      |
|  |                              |                              |                              |    |         |         |  |  |        |        |  |  |      |      |
|  |                              |                              |                              |    |         |         |  |  |        |        |  |  |      |      |
|  |                              |                              |                              |    |         |         |  |  |        |        |  |  |      |      |
|  | 11월 1일 - 경성              |                              |                              |    |         |         |  |  |        |        |  |  |      |      |
|  |                              |                              |                              |    |         |         |  |  |        |        |  |  |      |      |
|  | 대구청년회 야구단 (경북)     | 1                            |                              |    |         |         |  |  |        |        |  |  |      |      |
|  | 대구청년회 야구단 (경북)     | 1                            | 10월 31일 - 경성             |    |         |         |  |  |        |        |  |  |      |      |
|  |                              |                              | 전경신 야구단 (경기)         | 5  |         |         |  |  |        |        |  |  |      |      |
|  | 숭실대학 야구단 (평남)       | 8                            | 전경신 야구단 (경기)         | 5  |         |         |  |  |        |        |  |  |      |      |
|  | 숭실대학 야구단 (평남)       | 8                            |                              |    |         |         |  |  |        |        |  |  |      |      |
|  | 전경신 야구단 (경기)         | 12                           |                              |    |         |         |  |  |        |        |  |  |      |      |
|  | 전경신 야구단 (경기)         | 12                           | 전경신 야구단 (경기)         |    |         |         |  |  |        |        |  |  |      |      |
|  |                              |                              |                              |    |         |         |  |  |        |        |  |  |      |      |
|  |                              |                              | 부전승                       |    |         |         |  |  |        |        |  |  |      |      |
|  |                              |                              |                              |    |         |         |  |  |        |        |  |  |      |      |
|  |                              |                              |                              |    |         |         |  |  |        |        |  |  |      |      |
|  |                              |                              |                              |    |         |         |  |  |        |        |  |  |      |      |
|  |                              |                              |                              |    |         |         |  |  |        |        |  |  |      |      |
|  |                              |                              |                              |    |         |         |  |  |        |        |  |  |      |      |
|  |                              |                              |                              |    |         |         |  |  |        |        |  |  |      |      |
|  |                              |                              |                              |    |         |         |  |  |        |        |  |  |      |      |
|  | 11월 2일 - 경성              |                              |                              |    |         |         |  |  |        |        |  |  |      |      |
|  |                              |                              |                              |    |         |         |  |  |        |        |  |  |      |      |
|  | 전경신 야구단 (경기)         | 몰수패                       |                              |    |         |         |  |  |        |        |  |  |      |      |
|  | 전경신 야구단 (경기)         | 몰수패                       | 10월 31일 - 경성             |    |         |         |  |  |        |        |  |  |      |      |
|  |                              | 반도청년구락부 야구단 (경기) |                              |    |         |         |  |  |        |        |  |  |      |      |
|  | 천도교청년회 야구단 (경기)   | 9                            |                              |    |         |         |  |  |        |        |  |  |      |      |
|  | 천도교청년회 야구단 (경기)   | 9                            | 11월 1일 - 경성              |    |         |         |  |  |        |        |  |  |      |      |
|  | 한용청년회 야구단 (경기)     | 8                            |                              |    |         |         |  |  |        |        |  |  |      |      |
|  | 한용청년회 야구단 (경기)     | 8                            | 천도교청년회 야구단 (경기)   | 14 |         |         |  |  |        |        |  |  |      |      |
|  | 10월 31일 - 경성             |                              | 천도교청년회 야구단 (경기)   | 14 |         |         |  |  |        |        |  |  |      |      |
|  |                              | 서울청년회 야구단 (경기)     | 11                           |    |         |         |  |  |        |        |  |  |      |      |
|  | 서울청년회 야구단 (경기)     | 서울청년회 야구단 (경기)     | 11                           | 5  |         |         |  |  |        |        |  |  |      |      |
|  | 서울청년회 야구단 (경기)     |                              | 11월 1일 - 경성              | 5  |         |         |  |  |        |        |  |  |      |      |
|  | 필운운동부 야구단 (경기)     | 4                            |                              |    |         |         |  |  |        |        |  |  |      |      |
|  | 필운운동부 야구단 (경기)     | 4                            | 천도교청년회 야구단 (경기)   | 2  |         |         |  |  |        |        |  |  |      |      |
|  | 10월 31일 - 경성             |                              | 천도교청년회 야구단 (경기)   | 2  |         |         |  |  |        |        |  |  |      |      |
|  |                              | 반도청년구락부 야구단 (경기) | 16                           |    |         |         |  |  |        |        |  |  |      |      |
|  | 맹신운동부 야구단 (경기)     | 반도청년구락부 야구단 (경기) | 16                           | 3  |         |         |  |  |        |        |  |  |      |      |
|  | 맹신운동부 야구단 (경기)     |                              |                              | 3  |         |         |  |  |        |        |  |  |      |      |
|  | 반도청년구락부 야구단 (경기) | 19                           |                              |    |         |         |  |  |        |        |  |  |      |      |
|  | 반도청년구락부 야구단 (경기) | 19                           | 반도청년구락부 야구단 (경기) |    |         |         |  |  |        |        |  |  |      |      |
|  |                              |                              |                              |    |         |         |  |  |        |        |  |  |      |      |
|  |                              |                              | 부전승                       |    |         |         |  |  |        |        |  |  |      |      |
|  |                              |                              |                              |    |         |         |  |  |        |        |  |  |      |      |
|  |                              |                              |                              |    |         |         |  |  |        |        |  |  |      |      |
|  |                              |                              |                              |    |         |         |  |  |        |        |  |  |      |      |
|  |                              |                              |                              |    |         |         |  |  |        |        |  |  |      |      |

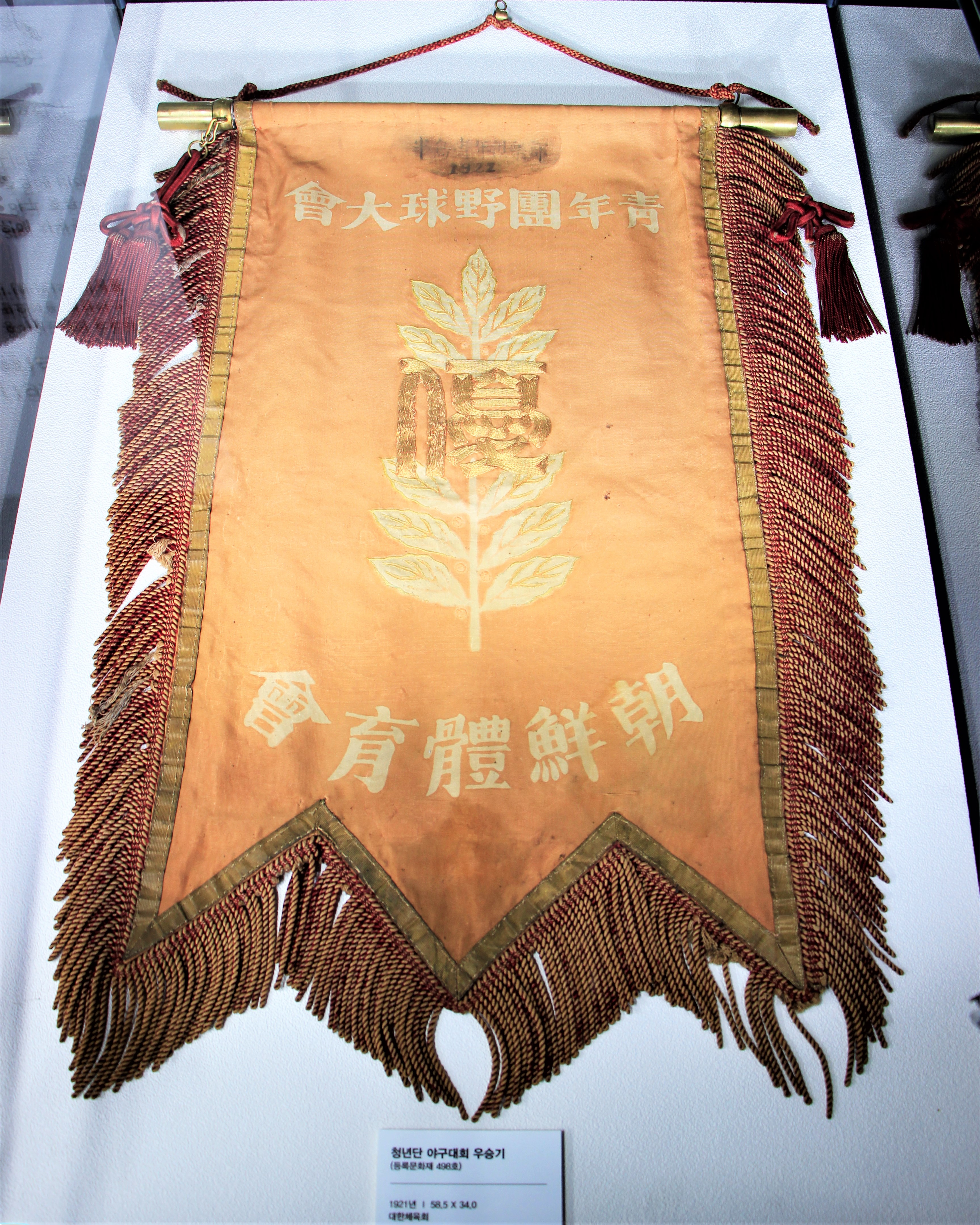
전조선야구대회 2회 청년단 우승기

청년부 남자 종목에서는 대구청년회 야구단, 맹신운동부 야구단, 반도청년구락부 야구단, 서울청년회 야구단, 숭실대학 야구단, 전경신 야구단, 천도교청년회 야구단, 필운운동부 야구단, 한용청년회 야구단 등 9개 야구단이 참가했다. 1라운드 경기는 1921년 10월 31일 오전 9시경부터 경성중학 운동장에서 진행되었다. 서울청년회 야구단과 필운운동부 야구단 간의 1라운드 첫 경기에서 서울청년회 야구단이 5:4로 이기며 다음 라운드로 진출했고, 숭실대학 야구단과 전경신 야구단 간의 1라운드 두번째 경기는 8:12로 전경신 야구단이 승리했다. 천도교청년회 야구단과 한용청년회 야구단 간의 1라운드 세번째 경기는 9:8로 천도교청년회 야구단이 승리했고, 맹신운동부 야구단과 반도청년구락부 야구단의 1라운드 네번째 경기는 3:19로 반도청년구락부 야구단이 승리했다. 대구청년회 야구단은 부전승으로 2라운드에 진출했다. 대구청년회 야구단과 전경신 야구단 간의 2라운드 첫번째 경기는 1:5로 전경신 야구단이 승리했고, 천도교청년회 야구단과 서울청년회 야구단 간의 2라운드 두번째 경기는 14:11로 천도교청년회 야구단이 승리했다. 천도교청년회 야구단과 반도청년구락부 야구단 간의 준결승 경기는 2:16으로 반도청년구락부 야구단이 이기며 결승에 진출했고, 전경신 야구단은 부전승으로 결승에 진출했다. 반도청년구락부 야구단과 전경신 야구단 간의 결승 경기에서 주심의 보크 판정에 대해 전경신 야구단 측이 불복하면서 몰수패가 선언되었다. 1회에 전경신 야구단이 1점을 득점하고 2회에 반도청년구락부 야구단이 2점을 득점한 후, 3회에서 전경신 야구단 투수에 대해 이원용 주심이 보크 판정을 내렸다. 이에 대해 전경신 야구단 측 주장 박천병이 보크가 아닌 상황이고 규칙에도 없는 사항이라며 항의했고, 주심은 경기 규칙집을 내보이며 판정에 대해 정당성을 주장하며 분규가 발생했다. 이후 5분 동안 전경신 야구단 측이 경기에 출전할 기미가 없자 주심은 전경신 야구단 측의 몰수패를 선언했고, 반도청년구락부 야구단이 우승을 차지했다.

### 중학부
|  | 1라운드                 | 1라운드                 |                         |    | 준결승 | 준결승 |  |  | 결승 | 결승 |
|  |                         |                         |                         |    |        |        |  |  |      |      |
|  | 11월 2일 - 경성         |                         |                         |    |        |        |  |  |      |      |
|  |                         |                         |                         |    |        |        |  |  |      |      |
|  | 중앙고등보통학교 (경기) | 2                       |                         |    |        |        |  |  |      |      |
|  | 중앙고등보통학교 (경기) | 2                       | 11월 2일 - 경성         |    |        |        |  |  |      |      |
|  | 휘문고등보통학교 (경기) | 13                      |                         |    |        |        |  |  |      |      |
|  | 휘문고등보통학교 (경기) | 13                      | 휘문고등보통학교 (경기) | 6  |        |        |  |  |      |      |
|  |                         |                         | 휘문고등보통학교 (경기) | 6  |        |        |  |  |      |      |
|  |                         |                         | 오산학교 (평북)         | 2  |        |        |  |  |      |      |
|  |                         |                         | 오산학교 (평북)         | 2  |        |        |  |  |      |      |
|  |                         |                         | 11월 3일 - 경성         |    |        |        |  |  |      |      |
|  |                         |                         |                         |    |        |        |  |  |      |      |
|  | 휘문고등보통학교 (경기) |                         |                         |    |        |        |  |  |      |      |
|  | 11월 1일 - 경성         |                         |                         |    |        |        |  |  |      |      |
|  |                         | 경신학교 (경기)         | 기권                    |    |        |        |  |  |      |      |
|  | 경신학교 (경기)         | 경신학교 (경기)         | 기권                    | 22 |        |        |  |  |      |      |
|  | 경신학교 (경기)         | 11월 2일 - 경성         |                         | 22 |        |        |  |  |      |      |
|  | 개성학당 (경기)         | 3                       |                         |    |        |        |  |  |      |      |
|  | 개성학당 (경기)         | 3                       | 경신학교 (경기)         | 6A |        |        |  |  |      |      |
|  | 11월 2일 - 경성         |                         | 경신학교 (경기)         | 6A |        |        |  |  |      |      |
|  |                         | 송도고등보통학교 (경기) | 5                       |    |        |        |  |  |      |      |
|  | 송도고등보통학교 (경기) | 송도고등보통학교 (경기) | 5                       | 18 |        |        |  |  |      |      |
|  | 송도고등보통학교 (경기) |                         |                         | 18 |        |        |  |  |      |      |
|  | 보성고등보통학교 (경기) | 4                       |                         |    |        |        |  |  |      |      |
|  | 보성고등보통학교 (경기) | 4                       |                         |    |        |        |  |  |      |      |

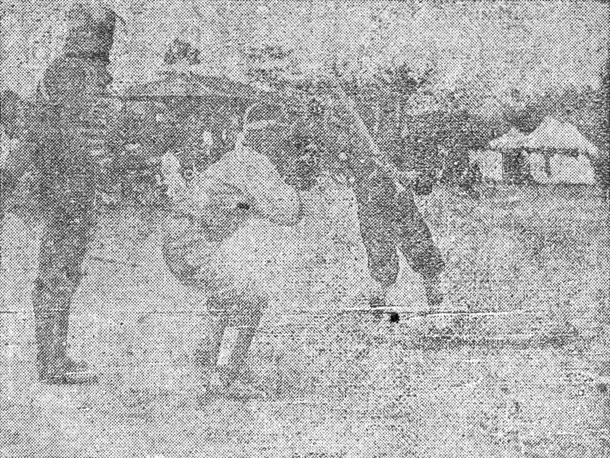
휘문고등보통학교와 오산학교의 준결승 경기 모습

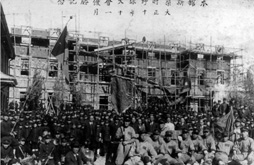
우승 후 휘문고등보통학교 야구단과 응원단이 신축 공사가 진행 중인 교사 앞에서 촬영한 기념 사진

중학부 남자 종목에서는 개성학당 야구단, 경신학교 야구단, 보성고등보통학교 야구단, 송도고등보통학교 야구단, 오산학교 야구단, 중앙고등보통학교 야구단, 휘문고등보통학교 등 7개 야구단이 참가했다. 경신학교 야구단과 개성학당 야구단 간의 1라운드 첫번째 경기는 22:3으로 경신학교 야구단이 승리했고, 중앙고등보통학교 야구단과 휘문고등보통학교 야구단 간의 1라운드 두번째 경기는 2:13으로 휘문고등보통학교 야구단이 승리했다. 송도고등보통학교 야구단과 보성고등보통학교 야구단 간의 1라운드 세번째 경기는 18:4로 송도고등보통학교 야구단이 승리했고, 오산학교 야구단은 부전승으로 다음 라운드에 진출했다. 휘문고등보통학교 야구단과 오산학교 야구단 간의 준결승 첫번째 경기는 6:2로 휘문고등보통학교 야구단이 승리하며 결승에 진출했고, 경신학교 야구단과 송도고등보통학교 야구단 간의 준결승 두번째 경기는 경신학교 야구단이 6:5로 승리하며 결승에 진출했다. 결승 경기는 1921년 11월 3일 13시 30분 경에 시작될 예정이었으나, 1921년 11월 2일 청년부 결승 경기에서 발생한 몰수 경기에 대한 논란으로 인해 경신학교 야구단이 기권하여 휘문고등보통학교 야구단이 우승을 차지했다. 청년부 종목 결승 경기에서 전경신 야구단 측이 문제를 제기했던 심판의 보크 판정에 대해 인정하지만 중학부 결승 경기 심판 교체를 요구했으나, 결승 경기 당일 심판 교체 요구가 받아들여지지 않자 경신학교 야구단은 기권을 선언하며 퇴장했다.

## 메달 집계

### 최종 순위
| 순위 | 선수단   | 금메달 | 은메달 | 동메달 | 메달 합계 |
| ---- | -------- | ------ | ------ | ------ | --------- |
| 1    | 경기도   | 2      | 2      | 2      | 6         |
| 2    | 평안북도 | 0      | 0      | 1      | 1         |
| 3    | 경상북도 | 0      | 0      | 0      | 0         |
| 3    | 평안남도 | 0      | 0      | 0      | 0         |
| 합계 | 합계     | 2      | 2      | 3      | 7         |

### 청년부 메달 집계
| 순위 | 선수단   | 금메달 | 은메달 | 동메달 | 메달 합계 |
| ---- | -------- | ------ | ------ | ------ | --------- |
| 1    | 경기도   | 1      | 1      | 1      | 3         |
| 2    | 경상북도 | 0      | 0      | 0      | 0         |
| 2    | 평안남도 | 0      | 0      | 0      | 0         |
| 합계 | 합계     | 1      | 1      | 1      | 3         |

### 중학부 메달 집계
| 순위 | 선수단   | 금메달 | 은메달 | 동메달 | 메달 합계 |
| ---- | -------- | ------ | ------ | ------ | --------- |
| 1    | 경기도   | 1      | 1      | 1      | 3         |
| 2    | 평안북도 | 0      | 0      | 1      | 1         |
| 합계 | 합계     | 1      | 1      | 2      | 4         |

### 메달 수상자
| 종목        | 금                             | 은                     | 동                             |
| ----------- | ------------------------------ | ---------------------- | ------------------------------ |
| 청년부 남자 | 반도청년구락부 야구단 (경기)   | 전경신 야구단 (경기)   | 천도교청년회 야구단 (경기)     |
|             |                                |                        |                                |
| 중학부 남자 | 휘문고등보통학교 야구단 (경기) | 경신학교 야구단 (경기) | 송도고등보통학교 야구단 (경기) |
| 중학부 남자 | 휘문고등보통학교 야구단 (경기) | 경신학교 야구단 (경기) | 오산학교 야구단 (평북)         |

## 참고 문헌
- “대한체육회 국내종합경기대회”. 대한체육회.
- “제2회 전국체육대회”. 대한체육회.
- “제2회 전국체육대회 야구 경기 결과”. 대한체육회.
- “제2회 전국체육대회 야구 청년부 경기 결과”. 대한체육회.
- “제2회 전국체육대회 야구 청년부 남자 단체 경기 결과”. 대한체육회.
- “제2회 전국체육대회 야구 중학부 경기 결과”. 대한체육회.
- “제2회 전국체육대회 야구 중학부 남자 단체 경기 결과”. 대한체육회.
- “제2회 전국체육대회 야구 경기 결과”. 대한체육회.[깨진 링크(과거 내용 찾기)]
- 《대한체육회 50년》. 대한체육회. 1970. 2020년 11월 8일에 원본 문서에서 보존된 문서. 2022년 11월 5일에 확인함.
- 《대한체육회 70년사》. 대한체육회. 1990. 2020년 11월 8일에 원본 문서에서 보존된 문서. 2022년 11월 5일에 확인함.
- 《대한체육회 90년사》. 대한체육회. 2011. 2020년 11월 8일에 원본 문서에서 보존된 문서. 2022년 11월 5일에 확인함.
- 대한체육회 100주년 기념사업부 (2020). 《대한민국 체육 100년》. 대한체육회.
- 《한국야구사》. 대한야구협회. 1999.
- 홍순일 (2013). 《한국 야구사 연표》 (PDF). 한국야구위원회. 2024년 7월 6일에 원본 문서 (PDF)에서 보존된 문서. 2024년 8월 3일에 확인함.
- “全朝鮮野球大會(전조선야구대회)”. 동아일보. 1921년 10월 19일.
- “第二回全朝鮮野球大會(제이회전조선야구대회)”. 동아일보. 1921년 10월 20일.
- “第二回全朝鮮野球大會(제이회전조선야구대회)”. 동아일보. 1921년 10월 23일.
- “第二回全朝鮮野球大會(제이회전조선야구대회)”. 동아일보. 1921년 10월 25일.
- “第二回全朝鮮野球大會(제이회전조선야구대회)”. 동아일보. 1921년 10월 26일.
- “第二回全朝鮮野球大會(제이회전조선야구대회)”. 동아일보. 1921년 10월 27일.
- “野球大會(야구대회)의申請(신청)은 금이십구일졍오까지졉수 각처의신쳥이살도하는즁”. 동아일보. 1921년 10월 29일.
- “第二回全朝鮮野球大會(제이회전조선야구대회)”. 동아일보. 1921년 10월 29일.
- “第二回全朝鮮野球大會(제이회전조선야구대회)”. 동아일보. 1921년 10월 30일.
- “參加團體(참가단체)는二十(이십)”. 동아일보. 1921년 10월 30일.
- “今日(금일) 野球大會俱樂部團豫選戰(야구대회구락부단예선전)”. 동아일보. 1921년 10월 31일.
- “横說竪說(횡설수설)”. 동아일보. 1921년 10월 31일.
- “空前(공전)의大野球戰(대야구전)”. 동아일보. 1921년 10월 31일.
- “야구대회의추쳠광경”. 동아일보. 1921년 10월 31일.
- “𤍠球(𤍠구),秋空(추공)에飛(비)하고 驟雨(취우)가튼千餘觀衆(천여관중)의拍手(박수)”. 동아일보. 1921년 11월 1일.
- “야구대회의첫날”. 동아일보. 1921년 11월 1일.
- “今日野球大會中等學校豫選戰(금일야구대회중등학교예선전)”. 동아일보. 1921년 11월 1일.
- “今日野球大會各團總决勝戰(금일야구대회각단총결승전)”. 동아일보. 1921년 11월 2일.
- “緊張(긴장)한二回豫選(이회예선)”. 동아일보. 1921년 11월 2일.
- “今日野球大會學生團决勝戰(금일야구대회학생단결승전)”. 동아일보. 1921년 11월 3일.
- “全儆(전경)인가半島(반도)인가”. 동아일보. 1921년 11월 3일.
- “終幕(종막)의大野球會(대야구회)”. 동아일보. 1921년 11월 4일.
- “大邱軍參加團出發(대구군참가단출발)”. 동아일보. 1921년 11월 4일.
- “야구대회의끗막 우승긔수여식(상)구락부경기우승틤반도운동단(하)”. 동아일보. 1921년 11월 5일.